# كآبة الأمومة
كآبة الأمومة والمعروفة أيضاً بالكآبة النفاسية وكآبة ما بعد الولادة، تعد حالة عابرة يمكن أن تتعرض لها 75-80٪ من الأمهات بعد الولادة بفترة قصيرة، وهي مصحوبة بمجموعة متنوعة من الأعراض التي تتضمن عموماً التقلبات المزاجية، والبكاء، وبعض القلق، واعراض الكآبة. لا تُعد الكآبة النفاسية مرض الاكتئاب بعد الولادة، ما لم يكن شديدًا بشكل غير طبيعي.

## الأعراض
- الحزن، والانفجار في البكاء.
- تقلب المزاج المفاجئ.
- القلق، وفرط الحساسية للنقد.
- انخفاض الروح المعنوية، والتهيج.
- ضعف التركيز، والتردد.
- شعور «عدم التفاعل/عدم الترابط» مع الطفل.
- الأرق لا يهدأ.

## الأسباب
بعد أن يتم تسليم المشيمة، يتوقف «مصنع الهرمون» المشيمائي عن إجراء تغييرات جذرية في مستويات الهرمون، ويمكن أن تعاني المرأة من هذه الأعراض بسبب الانسحاب من مستويات الحمل العالية للإستروجين والبروجسترون والاندورفين. وبجانب هذا التحول في مستويات الهرمون تتعرض المرأة للإرهاق البدني والعقلي والعاطفي - فضلا عن حرمان أب وأم الطفل حديث الولادة من النوم. كل هذه العوامل تسهم في هذه الحالة.
كما يمكن أن يكون من الطبيعي للمبيضين أن يستغرقا عدة أسابيع للعودة إلى إنتاج مستويات هرمون ما قبل الحمل الطبيعية، بعد أن كانا غير نشطين في الأشهر الستة الأخيرة من الحمل.
قد يرتبط هذا الشرط أيضًا بخلل وظيفي في الغدة الدرقية.
و تم اقتراح علاقة مع السيروتونين.